# Diocesi di Khulna
La diocesi di Khulna (in latino Dioecesis Khulnensis) è una sede della Chiesa cattolica in Bangladesh suffraganea dell'arcidiocesi di Chattogram. Nel 2023 contava 36.683 battezzati su 16.527.640 abitanti. È retta dal vescovo James Romen Boiragi.

## Territorio
La diocesi comprende la divisione di Khulna nella parte occidentale del Bangladesh.
Sede vescovile è la città di Khulna, dove si trova la cattedrale di San Giuseppe.
Il territorio si estende su 28.236 km² ed è suddiviso in 10 parrocchie.

## Storia
La diocesi di Jessore, già annunciata nella bolla Rerum locorumque del 15 luglio 1950, fu eretta il 3 gennaio 1952 con la bolla Cum sit usu di papa Pio XII, e comprendeva i territori dall'arcidiocesi di Calcutta e dalla diocesi di Krishnagar che, dopo la divisione dell'India nel 1947, si trovavano nel Pakistan orientale (oggi Bangladesh).
Il 14 giugno 1956 la sede episcopale è stata trasferita da Jessore a Khulna, e la diocesi ha assunto il nome attuale.
Originariamente suffraganea dell'arcidiocesi di Dacca, il 2 febbraio 2017 è entrata a far parte della nuova provincia ecclesiastica di Chittagong (oggi Chattogram).

## Cronotassi dei vescovi
Si omettono i periodi di sede vacante non superiori ai 2 anni o non storicamente accertati.
- Dante Battagliarin[5], S.X. † 3 agosto 1956 - 20 marzo 1969 dimesso[6])
- Michael Atul D'Rozario, C.S.C. † (21 settembre 1970 - 19 febbraio 2005 ritirato)
- Bejoy Nicephorus D'Cruze, O.M.I. (19 febbraio 2005 - 8 luglio 2011 nominato vescovo di Sylhet)
- James Romen Boiragi, dal 4 maggio 2012

## Statistiche
La diocesi nel 2023 su una popolazione di 16.527.640 persone contava 36.683 battezzati, corrispondenti allo 0,2% del totale.
| anno | popolazione | popolazione | popolazione | presbiteri | presbiteri | presbiteri | presbiteri                | diaconi | religiosi | religiosi | parrocchie |
| anno | battezzati  | totale      | %           | numero     | secolari   | regolari   | battezzati per presbitero | diaconi | uomini    | donne     | parrocchie |
| ---- | ----------- | ----------- | ----------- | ---------- | ---------- | ---------- | ------------------------- | ------- | --------- | --------- | ---------- |
| 1969 | 13.669      | 7.381.378   | 0,2         | 16         | 1          | 15         | 854                       |         | 18        | 20        | 8          |
| 1980 | 19.647      | 11.873.000  | 0,2         | 24         | 2          | 22         | 818                       |         | 24        | 46        | 8          |
| 1990 | 21.591      | 15.920.000  | 0,1         | 34         | 7          | 27         | 635                       |         | 33        | 74        | 9          |
| 1999 | 26.289      | 14.717.000  | 0,2         | 43         | 18         | 25         | 611                       |         | 35        | 96        | 11         |
| 2000 | 26.715      | 14.717.000  | 0,2         | 37         | 18         | 19         | 722                       |         | 28        | 88        | 11         |
| 2001 | 27.379      | 14.717.000  | 0,2         | 39         | 21         | 18         | 702                       |         | 27        | 102       | 11         |
| 2002 | 27.967      | 14.717.000  | 0,2         | 38         | 20         | 18         | 735                       |         | 26        | 97        | 11         |
| 2003 | 28.665      | 14.717.000  | 0,2         | 39         | 19         | 20         | 735                       |         | 28        | 107       | 11         |
| 2004 | 29.093      | 14.717.000  | 0,2         | 41         | 19         | 22         | 709                       |         | 29        | 101       | 11         |
| 2006 | 30.056      | 14.717.000  | 0,2         | 40         | 19         | 21         | 751                       | 3       | 27        | 110       | 11         |
| 2013 | 34.921      | 16.185.930  | 0,2         | 43         | 25         | 18         | 812                       |         | 23        | 97        | 11         |
| 2016 | 36.242      | 16.671.400  | 0,2         | 39         | 23         | 16         | 929                       |         | 24        | 103       | 11         |
| 2019 | 34.524      | 15.939.625  | 0,2         | 40         | 23         | 17         | 863                       |         | 23        | 85        | 10         |
| 2021 | 35.220      | 16.202.054  | 0,2         | 39         | 26         | 13         | 903                       |         | 18        | 94        | 10         |
| 2023 | 36.683      | 16.527.640  | 0,2         | 42         | 30         | 12         | 873                       |         | 23        | 84        | 10         |